# 硝虫噻嗪
硝虫噻嗪（英語：Nithiazine）是一种硝基亚甲基类新烟碱杀虫剂。它已被农药行动网络列入“有害化学用品”。它对皮肤和眼睛有刺激性，在哺乳动物中有中等毒性。
硝虫噻嗪没有乙酰胆碱酯酶抑制剂作用。